# Церква святого архістратига Михаїла (Ємелівка)
Церква святого архістратига Михаїла в Ємелівці — парафія і храм греко-католицької громади Копичинецького деканату Бучацької єпархії Української греко-католицької церкви в селі Ємелівка Чортківського району Тернопільської области.

## Історія церкви
У 1992 році в селі Ємелівка була утворена парафія УГКЦ. У вересні того ж року о. Іван Гура заклав наріжний камінь під будівництво храму.
У 1993 році греко-католицька громада розпочала будівництво церкви Святого Архистратига Михаїла. Кошти на її зведення надали меценати Михайло Мисько, Іван Сороколіт, Григорій Горобець, Ярослав Лужний, Микола Грещук, Євген Шумелда, а також усі парафіяни села Ємелівка, міста Копичинці та сусідніх сіл. Іконостас і розпис виконав Володимир Канон, уродженець Ємелівки.
17 жовтня 2003 року владика Бучацької єпархії Іриней Білик освятив храм і відслужив архієрейську Літургію.
На парафії діють Вівтарна дружина та Марійська дружина. Катехизацію проводить о. доктор Василь Погорецький.
На території парафії розташовані:
- Два хрести парафіяльного значення: один на честь закладення наріжного каменя у 1992 році, інший — пам'ятний хрест на честь 2000-ліття Різдва Христового.
- Кам'яна фігура Пресвятої Родини з написом: «Гринько і Павліна Горобец фундатори 1929 р.».
- Невеличка капличка, збудована в минулому столітті і відновлена за кошти сімей М. Мудрої та І. Клизуба.

## Парафія
- о. Василь Погорецький (1995—1996, з 1999)
- о. Володимир Рута (1997—1998).